# Belgische kampioenschappen atletiek 1914
In 1914 vonden de Belgische kampioenschappen atletiek Alle Categorieën plaats op 28 juni in Beerschot. Er werden alleen kampioenschappen voor mannen georganiseerd. De 200 m stond voor het eerst op het programma. De 10.000 m vond dat jaar niet plaats.
Tijdens deze kampioenschappen evenaarde Jean Ectors het Belgisch record op de 100 m.

## Uitslagen

### 100 m
| rang   | atleet        | prestatie   |
| ------ | ------------- | ----------- |
| Goud   | Jean Ectors   | 11,0 s (NR) |
| Zilver | Freddy        |             |
| Brons  | Marcel Gustin |             |

### 200 m
| rang   | atleet           | prestatie |
| ------ | ---------------- | --------- |
| Goud   | Victor Jacquemin | 23,2 s    |
| Zilver | Walter Schaedler |           |
| Brons  | Bulcke           |           |

### 400 m
| rang   | atleet           | prestatie |
| ------ | ---------------- | --------- |
| Goud   | Victor Jacquemin | 54,4 s    |
| Zilver | A. Roeykens      |           |
| Zilver | Jean Schols      |           |

### 800 m
| rang   | atleet          | prestatie |
| ------ | --------------- | --------- |
| Goud   | Jean Delarge    | 2.09,0    |
| Zilver | Albert Van Dyck |           |
| Brons  | Fritz Delarge   |           |

### 1500 m
| rang   | atleet         | prestatie |
| ------ | -------------- | --------- |
| Goud   | Fritz Delarge  | 4.14,4    |
| Zilver | Jean Delarge   |           |
| Brons  | Jacques Renghe |           |

### 5000 m
| rang   | atleet             | prestatie |
| ------ | ------------------ | --------- |
| Goud   | Joseph Neckebroeck | 16.21,8   |
| Zilver | Percy Wright       |           |
| Brons  | Isidore Vignol     |           |

### 110 m horden
| rang   | atleet         | prestatie |
| ------ | -------------- | --------- |
| Goud   | Wilhelm Martin | 16,2 s    |
| Zilver | Léon Jacquemin |           |
| Brons  | Henri Delarge  |           |

### 400 m horden
| rang   | atleet      | prestatie |
| ------ | ----------- | --------- |
| Goud   | A. Roeykens | 59,0 s    |
| Zilver | De Bolle    |           |
| Brons  | Constant    |           |

### Verspringen
| rang   | atleet                  | prestatie |
| ------ | ----------------------- | --------- |
| Goud   | Wilhelm Martin          | 6,60 m    |
| Zilver | Paul Kapper             | 6,30 m    |
| Brons  | Francis de Saint-Hubert | 6,16 m    |

### Hoogspringen
| rang  | atleet        | prestatie |
| ----- | ------------- | --------- |
| Goud  | Henri Colsoul | 1,70 m    |
| Goud  | Henri Delarge | 1,70 m    |
| Brons | Léon Dupont   | 1,65 m    |

### Polsstokhoogspringen
| rang   | atleet        | prestatie |
| ------ | ------------- | --------- |
| Goud   | Louis Dejoie  | 3,20 m    |
| Zilver | Leon Maes     | 3,15 m    |
| Brons  | Victor Fowler | 3,00 m    |

### Kogelstoten
| rang   | atleet            | prestatie |
| ------ | ----------------- | --------- |
| Goud   | Marcel Dubois     | 11,14 m   |
| Zilver | Henri Hubinon     | 11,09 m   |
| Brons  | Arthur De Laender | 10,97 m   |

### Discuswerpen
| rang   | atleet            | prestatie |
| ------ | ----------------- | --------- |
| Goud   | Arthur De Laender | 35,98 m   |
| Zilver | Oscar Dejong      | 32,97 m   |
| Brons  | Francken          | 31,83 m   |

### Speerwerpen
| rang   | atleet              | prestatie |
| ------ | ------------------- | --------- |
| Goud   | Emile Muller        | 41,90 m   |
| Zilver | Wilhelm Martin      | 41,46 m   |
| Brons  | Armand Van den Roye | 37,24 m   |

1889 · 
1890 · 
1891 · 
1892 · 
1893 · 
1894 · 
1895 · 
1896 · 
1897 · 
1898 · 
1899 · 
1900 · 
1901 · 
1902 · 
1903 · 
1904 · 
1905 · 
1906 ·
1907 ·
1908 · 
1909 · 
1910 · 
1911 · 
1912 · 
1913 · 
1914 · 
1919 · 
1920 · 
1921 · 
1922 · 
1923 · 
1924 · 
1925 · 
1926 · 
1927 · 
1928 · 
1929 · 
1930 · 
1931 · 
1932 · 
1933 · 
1934 · 
1935 · 
1936 · 
1937 · 
1938 · 
1939 · 
1940 · 
1941 · 
1942 · 
1943 · 
1944 · 
1945 · 
1946 · 
1947 · 
1948 · 
1949 · 
1950 · 
1951 · 
1952 · 
1953 · 
1954 · 
1955 · 
1956 · 
1957 · 
1958 · 
1959 · 
1960 · 
1961 · 
1962 · 
1963 · 
1964 · 
1965 · 
1966 · 
1967 · 
1968 · 
1969 · 
1970 · 
1971 · 
1972 · 
1973 · 
1974 · 
1975 · 
1976 · 
1977 · 
1978 · 
1979 · 
1980 · 
1981 · 
1982 · 
1983 · 
1984 · 
1985 · 
1986 · 
1987 · 
1988 · 
1989 · 
1990 · 
1991 · 
1992 · 
1993 · 
1994 ·
1995 · 
1996 · 
1997 · 
1998 · 
1999 · 
2000 · 
2001 · 
2002 · 
2003 · 
2004 · 
2005 · 
2006 · 
2007 · 
2008 · 
2009 · 
2010 · 
2011 · 
2012 · 
2013 · 
2014 · 
2015 · 
2016 · 
2017 · 
2018 · 
2019 · 
2020 · 
2021 · 
2022 · 
2023 · 
2024